# Espagne au Concours Eurovision de la chanson 1972
L'Espagne a participé au Concours Eurovision de la chanson 1972 le 25 mars à Édimbourg (Écosse), au Royaume-Uni. C'est la 12e participation espagnole au Concours Eurovision de la chanson.
Le pays est représenté par le chanteur Jaime Morey et la chanson Amanece, sélectionnés en interne par la TVE.

## Sélection interne
Le radiodiffuseur espagnol, la Televisión Española (TVE), choisit en interne l'artiste et la chanson représentant l'Espagne au Concours Eurovision de la chanson 1972.
| Ordre | Artiste     | Chanson | Langue   |
| ----- | ----------- | ------- | -------- |
| 1     | Jaime Morey | Amanece | Espagnol |

Lors de cette sélection, c'est la chanson Amanece, écrite par Ramón Arcusa et composée par Augusto Algueró et interprétée par Jaime Morey. Le chef d'orchestre sélectionné pour l'Eurovision est Augusto Algueró. 

## À l'Eurovision
Chaque pays a un jury de deux personnes. Chaque juré attribue entre 1 et 5 points à chaque chanson.

### Points attribués par l'Espagne
| 9 points | Allemagne                                           |
| 8 points | Pays-Bas Yougoslavie                                |
| 7 points | Portugal                                            |
| 6 points | Autriche Finlande                                   |
| 5 points | Norvège Suisse                                      |
| 4 points | Irlande                                             |
| 3 points | Monaco Suède                                        |
| 2 points | Belgique France Italie Luxembourg Malte Royaume-Uni |

### Points attribués à l'Espagne
| 10 points                                             | 9 points           | 8 points                                   | 7 points            | 6 points   |
| ----------------------------------------------------- | ------------------ | ------------------------------------------ | ------------------- | ---------- |
|                                                       |                    | - Monaco - Norvège                         | - Allemagne - Suède | - Portugal |
| 5 points                                              | 4 points           | 3 points                                   | 2 points            |            |
| - Autriche - France - Irlande - Luxembourg - Pays-Bas | - Finlande - Malte | - Belgique - Italie - Suisse - Royaume-Uni | - Yougoslavie       |            |

Jaime Morey interprète Amanece en 4e position lors de la soirée du concours, suivant l'Irlande et précédant le Royaume-Uni.
Au terme du vote final, l'Espagne termine 10e sur 18 pays participants, ayant reçu 83 points au total,.